# Александров, Александр Сергеевич (тренер)
Алекса́ндр Серге́евич Алекса́ндров (род. 7 января 1950 года в Москве) — бывший старший тренер женской сборной России по спортивной гимнастике. Заслуженный тренер СССР и заслуженный тренер России.

## Биография
В сборной России начал работать в качестве личного тренера Дмитрия Билозерчева — трёхкратного Олимпийского чемпиона и восьмикратного чемпиона мира.
В 1989-м после того, как Д. Билозерчев завершил карьеру, Леонид Аркаев назначил А. С. Александрова старшим тренером женской сборной, которая под его руководством на Олимпийских играх в Барселоне выиграла три золота, серебро и две бронзы.
В 1994-м по приглашению известного румынского тренера Белы Кароли уехал в США, где начал работать в его гимнастической школе. Через год перешёл работать в зал Риты Браун.
В конце 2008-го Александров по приглашению Андрея Родионенко вернулся в Россию и был назначен на должность старшего тренера женской сборной России.
О своём возвращении он сказал:
«Так уж сложилось, что многие наши тренеры в тяжелые 90-е годы уехали за рубеж, и я не исключение. Но домой тянет всегда. Поступило интересное предложение, я чувствую в себе силы, и просто хочу помочь. Последние 14 лет работал в США, в Техасе. Тренировал таких гимнасток, как олимпийскую чемпионку-1996 Доминик Мочеану, олимпийскую чемпионку-2004 Карли Паттерсон. В последнее время в США обстоятельства сложились так, что я не мог делать, что хотел, не мог получать удовольствие от работы. Мысли вернуться были давно, и я рад воспользоваться приглашением сейчас»
В 2010-м на чемпионате мира женская сборная под его руководством впервые в новейшей истории завоевали золото чемпионата мира в командных соревнованиях. Последний раз на высшую ступень пьедестала в 1991 году в Индианаполисе поднимались ещё представительницы сборной СССР. А его личная ученица Алия Мустафина стала абсолютной чемпионкой мира и трижды вице-чемпионкой в отдельных видах многоборья. 1 ноября 2010 года Александру Александрову было присвоено звание «Заслуженный тренер России».

## Награды
- Благодарность Министра спорта, туризма и молодежной политики Российской Федерации — за высокие спортивные результаты, достигнутые на чемпионате мира 2011 года по спортивной гимнастике[5]